# Jüdischer Friedhof Kaiserswerth

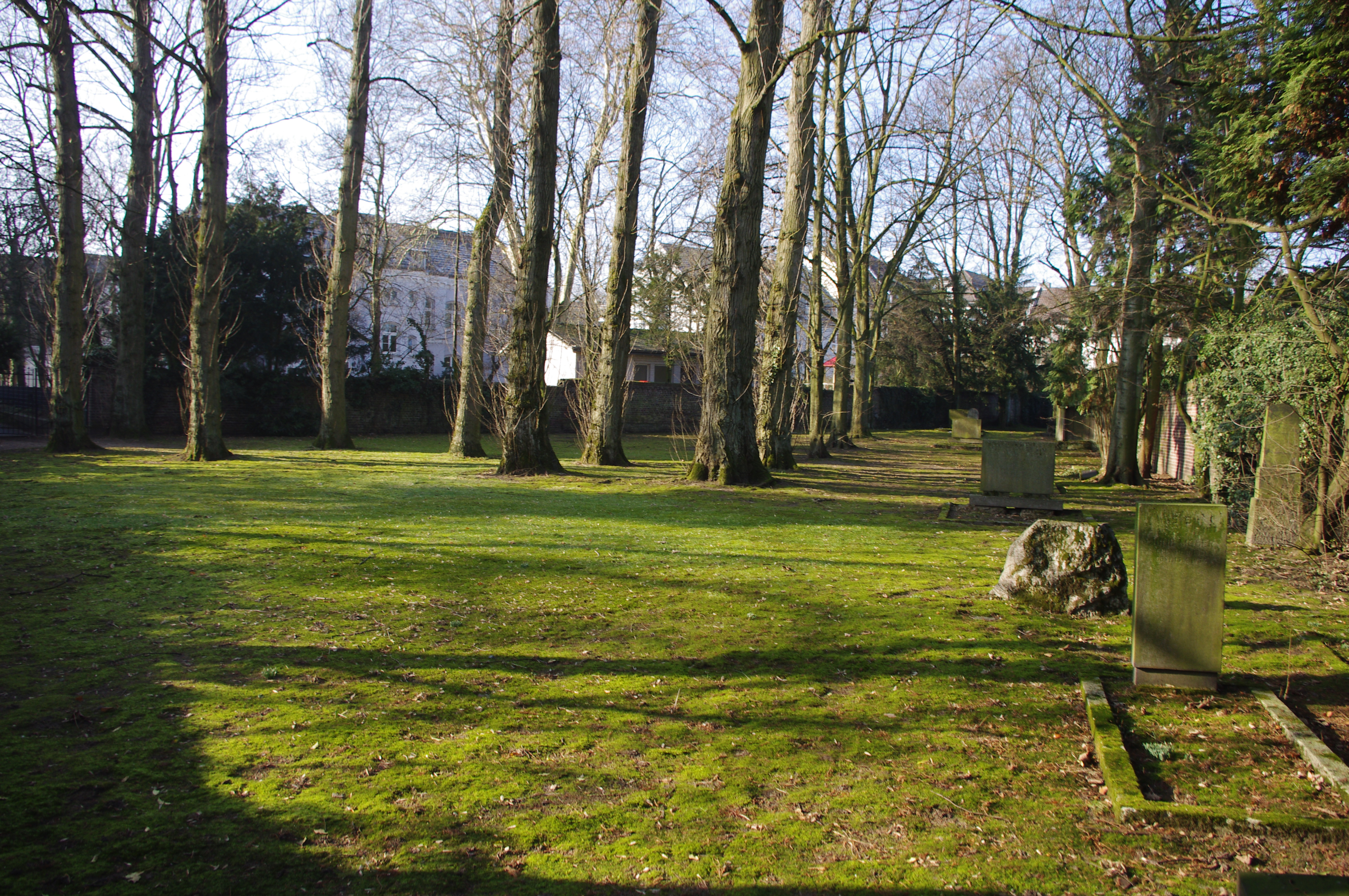
Der Friedhof im Januar 2011

Der Jüdische Friedhof Kaiserswerth ist ein jüdischer Friedhof im Düsseldorfer Stadtteil Kaiserswerth an der Ecke Alte Landstraße zum Zeppenheimer Weg. Der Friedhof wurde 1737 erstmals erwähnt. Belegt wurde er in den Jahren 1892 bis 1942. Elf Grabsteine sind erhalten. Der Friedhof ist nicht öffentlich zugänglich.